# José Ramón Cantero Elvira
José Ramón Cantero Elvira (nascido em 6 de agosto de 1993) é um nadador paralímpico espanhol. Representou a Espanha nos Jogos Paralímpicos de Verão de 2012 em Londres.